# Picornaviridae
Famille
Sous-familles de rang inférieur
- Caphthovirinae
- Ensavirinae
- Heptrevirinae
- Kodimesavirinae
- Paavivirinae
- Ampivirus
- Harkavirus

Les Picornaviridae (Picornaviridés) sont une famille de virus à ARN de polarité positive, du groupe IV. Ce sont des virus de petite taille (20 à 30 nm). Cette famille de virus comprend, entre autres :
- les Entérovirus :
  - poliovirus
  - Coxsackie A virus (24 sous types) et Coxsackie B virus (6 sous types)
  - des ex-echovirus
  - des ex-rhinovirus
- les Paréchovirus (en)
- les Hépatovirus (VHA)

Les Picornavirus sont à l'origine du rhume banal et de certaines gastro-entérites, mais ils peuvent provoquer des maladies beaucoup plus graves comme la poliomyélite et des encéphalites dont des méningites.
Chaque année, plus d'un milliard de personnes sont infectées par un picornavirus. 
Une étude récente a démontrée que divers picornavirus : l'encephalomyocarditis virus (en) (EMCV), le virus coxsackie B3 (CVB3), le poliovirus et l'entérovirus D68 utilisent une voie d'activation du cytosquelette d'actine incluant les protéines WASL (en), NCK1 (en) et TNK2 (en) pour infecter les cellules-hôtes. 

## Référence biologique
- (en) ICTV : Picornaviridae  (consulté le 1er février 2021)